# اجنيس دين ابات
كانت اجنيس دين ابات (23 يونيو 1847 - 1 يناير 1917) رسامة من نيويورك للحياة الساكنة والمناظر الطبيعية والمشاهد الساحلية. وكانت ثاني امرأة يتم انتخابها لعضوية جمعية الألوان المائية الأمريكية.

## نبذة حياة
ولدت اجنيس دين أبات في 23 يونيو 1847 في مدينة نيويورك لوالديها ويليام د واجنيس أليس (دين) أبات. غادرت عائلتها إنجلترا في أواخر القرن الثامن عشر واستقرت في بليزانت فالي، نيويورك حيث ولد والدها. كانت والدة اجنيس هوجوينوت فرنسية. كانت جدة اجنيس فنانة هاوية وشجعت جميع أحفادها على دراسة الفن، لكن كانت اجنيسالحفيدة الوحيدة التي مارست الفن كمهنة.

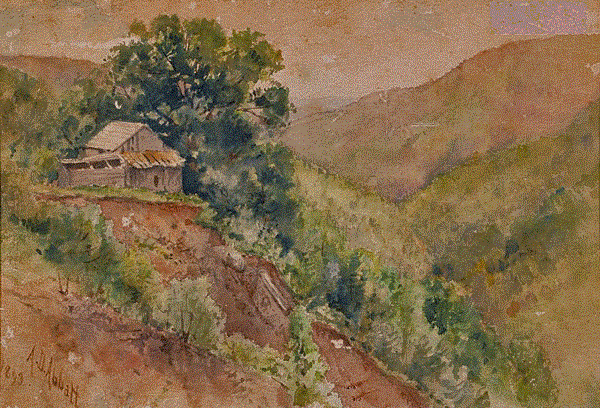
هيلسايد المناظر الطبيعية 1893

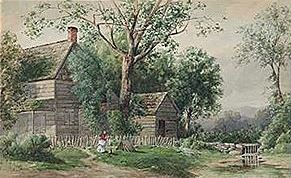
المناظر الطبيعية التلال الأمريكية

## وصلات خارجية
- "Agnes Abbatt - Artist Biography for Agnes Abbatt". www.askart.com. مؤرشف من الأصل في 2023-09-04. اطلع عليه بتاريخ 2017-03-26.